# Never Give Up
«Never Give Up» — песня австралийской исполнительницы и автора песен Сии Ферлер, которая была выпущена в качестве заглавного саундтрека к киноленте «Лев».

## Лирическое видео
Сопутствующее лирическое видео было выпущено 3 января 2017 года. По сюжету, клип рассказывает о ребёнке и старшем ребёнке с лицами, закрытыми чёрно-белыми париками как у Сии, которые ищут друг друга на пустынной и зловещей железнодорожной станции. В процессе видео дети воссоединяются, садятся в поезд и отправляются со станции в ночь. Текст песни кажется окрашенным распылением на различных поверхностях во дворе. По впечатлениям от клипа, Vibe написал, что певица "предвидит путешествие надежды и веры между двумя соединёнными душами в визуальном опыте."

## Критика
Сэм Мёрфи из Music Feed сказал: «В индийские корни фильма Сия добавила атмосферу Болливуда с характерно солнечными оттенками звучания».

## Чарты
| Чарт (2016-17)                  | Высшая позиция |
| ------------------------------- | -------------- |
| Австрия (Ö3 Austria Top 40)     | 16             |
| Чехия (IFPI)                    | 99             |
| Франция (SNEP)                  | 196            |
| Германия (Media Control Charts) | 17             |
| Польша (Polish Airplay Top 100) | 68             |
| Швейцария (Schweizer Hitparade) | 35             |